# Rutina Wesley
Rutina Wesley (ur. 1 lutego 1979 w Las Vegas, Nevada) – amerykańska aktorka teatralna, filmowa i telewizyjna. Najbardziej znana z roli Tary Thornton w serialu Czysta krew.

## Życiorys
Urodziła się i wychowywała w Las Vegas w stanie Nevada. Jej ojciec, Ivery Wheeler, jest profesjonalnym tancerzem stepowania, a matka, Cassandra Wesley, była tancerką. Rutina uczęszczała do liceum w Las Vegas Academy of International Studies, Performing and Visual Arts. Studiowała taniec w Simba Studios and the West Las Vegas Arts Center.
Pomimo braku kilku zaliczeń została przyjęta do University of Evansville w stanie Indiana. Była niezdecydowana dołączyć do uczelni z powodu braku mniejszości. Po zdobyciu licencjatu w dziedzinie "Przedstawienia teatralne", jej babcia zasugerowała, że powinna zrobić kurs pielęgniarski. Rutina jednak chciała dalej się kształcić. W 2001 roku zaczęła studiować w Juilliard School w Nowym Jorku; w maju 2005 roku ukończyła szkołę. Lato spędziła w Royal Academy of Dramatic Art. W Juilliard School poznała Nelsana Ellisa, od tej pory są przyjaciółmi. 

## Kariera
W grudniu 2006 roku wystąpiła na Broadwayu w sztuce The Vertical Hour reżyserowanej przez Sama Mendesa. Grała obok Julianne Moore i Billa Nighty'ego. W 2007 roku pojawiła się w sztuce In Darfur.
W 2007 roku zagrała główną rolę w filmie Taniec ostatniej szansy, który był jednocześnie jej debiutem. Od 2008 roku gra w serialu Czysta krew, gdzie wciela się w postać Tary Thornton - najbliższej przyjaciółki Sookie Stackhouse (w tej roli Anna Paquin). Nominowana do nagrody Gildii Aktorów Filmowych (2009) i Scream Awards dla najlepszej drugoplanowej aktorki (2009). 

## Filmografia
- 2009: The Cleveland Show jako Yvette
- 2008-2014: Czysta krew (True Blood) jako Tara Thornton
- 2008: Wzór (Numb3rs) jako Sarah
- 2007: Taniec ostatniej szansy (How She Move) jako Raya Green